# Sclavie

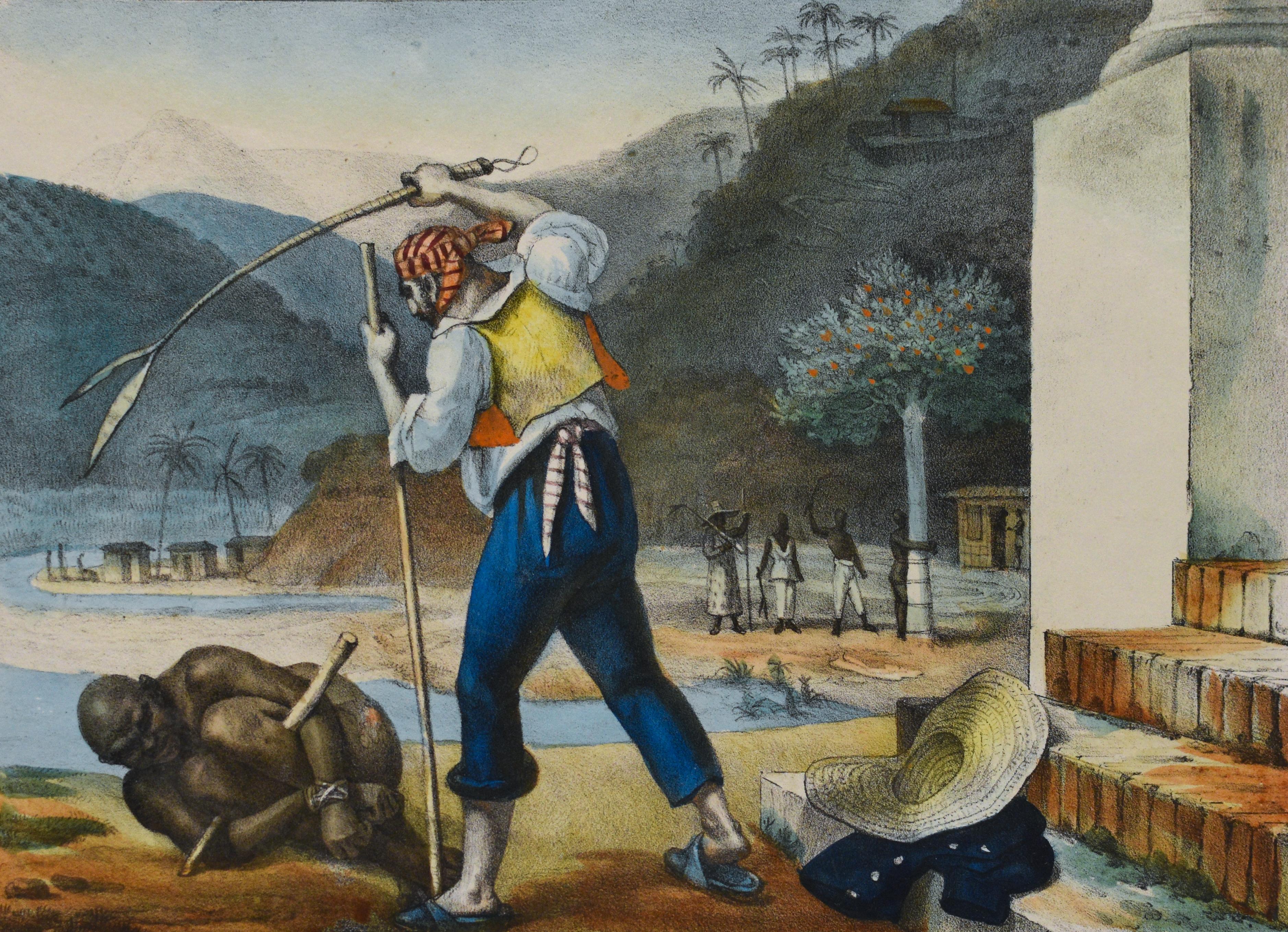
Sclavia în Brazilia, în zona Debret

Sclavia (din latinescul medieval sclavus < slavus) desemnează condiția umană a persoanelor (sclavii) care lucrează pentru un stăpân fără remunerație și ce nu dispun de drepturi asupra propriei persoane. Sclavii trebuie să îndeplinească toate ordinele stăpânului de la naștere sau capturare (trecerea de la libertate la sclavie) până la moarte sau eliberare (trecererea de la sclavie la libertate). Din punct de vedere istoric, sclavia înseamnă, prin definiție, negarea egalității între oameni, iar filozofic sclavii erau considerați o specie aparte și inferioară. Sclavia poate fi definită și ca o „stare de totală dependență politică, socială și economică în care este ținută o țară, o categorie socială, un individ”.

## Sclavia în antichitate
Primele documente care atestă prezența sclaviei într-o mare civilizație sunt cele din Sumeria (Mesopotamia), însă într-o formă limitată. În Egiptul Antic, mai ales în perioada Imperiului Nou, un anumit număr de sclavi caracteriza o anumită importanță socială. Cei mai mulți indivizi deveneau sclavi în urma capturării lor în timpul războaielor sau prin răpire.
Sclavia ca practică socială și economică s-a dezvoltat în antichitatea greco-romană. Grecia și Roma antice erau ambele societăți sclavagiste. Statutul social și rolul sclavilor era considerat inferior sau chiar inexistent în relația cu o persoană liberă. În societatea antică grecească, sclavia era fundamentată din punct de vedere filozofic. Aristotel vedea sclavia ca o garanție indispensabilă a oamenilor liberi de a-si putea dedica timpul politicii și bunei guvernări a cetății. Între secolele V î.Hr. și I d.Hr. sclavia romană a cunoscut o perioadă de puternică intensificare și extindere. Victoriile și cuceririle Romei au dus la un influx stabil de sclavi, iar sclavia a afectat toate nivelele societății. O consecință a acestui fapt a fost alungarea micilor fermieri și a muncitorilor liberi de pe teritoriile lor, creându-se astfel o masă urbană nemuncitoare. În perioada imperială, condițiile de muncă pentru sclavi s-au îmbunătățit treptat, încurajate de ideile primilor creștini.
În Europa, sclavia a cunoscut un declin foarte lent în Evul Mediu, dar a fost înlocuită treptat de feudalism. Acest regim politic era caracterizat prin proprietatea nobiliară asupra pământului și, parțial, asupra țăranilor. Sclavia a reapărut pe o scară largă, după modelul roman, în lumea musulmană și în Bizanț. La sfârșitul secolului al XV-lea, însă, sclavia era aproape eradicată în Europa.

## Comerțul cu sclavi negri

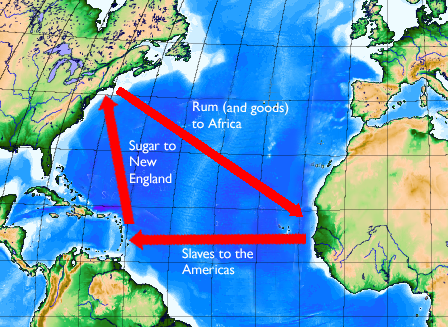
Comerțul triunghiular servea din punct de vedere economic intereselor coloniștilor din sudul Statelor Unite și era fundamentul sistemului de cultivare a plantațiilor. Este vorba despre drumul corăbiilor între porturile engleze și franceze spre Caraibe, odată încărcate pe coasta de vest a Africii.

Odată cu descoperirea și cucerirea Americii, europenii aveau nevoie de mână de lucru ieftină. La început, au fost înrobite așezările indigene americane, însă legislația spaniolă a interzis curând această practică. Acest lucru a determinat importarea sclavilor africani, care aveau o rezistență fizică mai mare, și care proveneau din societăți care în plus acceptau, practicau și mențineau ele însele sclavia; astfel, se apreciază că mai puțin de 2% dintre sclavii negri aduși în Americi pe toată perioada comerțului cu sclavi negri au fost indivizi capturați de către europeni, în timp ce 98 la sută dintre ei erau sclavi negri cumpărați de la proprietari de sclavi negri . Începând cu secolul al XVI-lea, cererea continuă de mână de lucru în America a făcut din comerțul cu sclavi („comerțul negru”) din Africa de Vest o afacere profitabilă. Până în secolul al XVII-lea s-a înregistrat o creștere majoră în numărul de sclavi, datorită importanței acestora pe plantațiile agricole de mare întindere din America de Nord, de Sud și Caraibe. Această dezvoltare a „comerțului negru” a fost însoțită, în cele mai multe cazuri, de un puternic sentiment rasist: negrii erau considerați ființe inferioare, fără drepturi, din punct de vedere juridic, simple obiecte și erau comparați adeseori cu animalele; devenise un obicei să fie exploatați la maxim în condiții severe până la moarte. Sursa de sclavi era Africa, iar Insula Gorée, din largul coastei actualei capitale senegaleze Dakar, (colonie franceză) era locul unde se realiza efectiv comerțul cu sclavi.
Analog, arabii continuau să exercite un trafic intens de sclavi africani, pe rute prin Sahara sau pe coasta orientală a Africii, în special prin insula Zanzibar. Acest tip de comerț s-a desfășurat între secolele VII și XX și a atins proporții similare cu cel practicat de europeni. Acest fapt a dus la reacții uneori extreme din partea triburilor negroide, care inițial s-au refugiat din fața arabilor în căutare de sclavi, migrând înspre sudul și interiorul continentului, cum este cazul, de exemplu, cu populația sara, care a fugit din bazinul superior al Nilului în sudul Ciadului, însă constatând că nu scapă nici așa de statutul de hăituiți, aceștia au început să practice mutilarea femeilor prin ceea ce este cunoscut în etnografia continentului negru ca „discuri labiale”. Această metodă avea rolul de a face femeile neatractive pentru arabii aflați mereu în căutare de „carne tânără” pentru haremurile califatului . Dar arabii nu capturau negrii doar pentru delicii sexuale, ei utilizându-i și pentru munca în robie, așa cum se știe, de exemplu, din episodul revoltelor negrilor din Irak (868 - 883 e.n.; însă negrii a fost utilizați ca sclavi în minerit, agricultură, armată și ca sclavi casnici din chiar primele ceasuri ale cuceririi arabe în Africa de nord), unde aceștia erau exploatați pentru asanarea sudului țării și munca de construcție a sistemelor de irigații.

## Sclavia în Țările Române
Primele atestări ale prezenței romilor în principatele românești Moldova (1414) și Muntenia (1385) sunt documente în care ei sunt enumerați ca bunuri ale unor mănăstiri. După înfrângerile suferite în fața Imperiului Otoman, viața socială și economică s-a schimbat, societatea orășenească s-a divizat în bresle meșteșugărești iar numărul sclavilor de etnie romă a crescut prin transformarea țăranilor în iobagi. Rromii erau priviți ca meșteșugari pricepuți în prelucrarea lemnului și aveau o mare valoare economică. În funcție de mai multe criterii, țiganii se împărțeau în țigani de casă sau de ogor și, respectiv, domnești, boierești sau mănăstirești.
Până în secolul al XVI-lea, termenii de „rob” si „țigan” erau sinonimi cu „sclav”. Sclavii se puteau căsători doar cu consimțământul stăpânului. Dacă cei doi soți aveau stăpâni diferiți, consimțământul ambilor stăpâni era necesar, în caz contrar ei erau despărțiți și copiii lor împărțiți între stăpâni. Abia în secolul al XVIII-lea, căsătoria a fost declarată indisolubilă, dar acest fapt era pur teoretic. În cazuri excepționale un rob putea fi eliberat de stăpânul său, devenind român sau om liber.
Legile promulgate în acea perioadă făceau sclavia și mai crudă; pedeapsa cu moartea era tot mai des întâlnită. Conform unei legi din 1652 „un sclav care viola o femeie trebuia condamnat să fie ars de viu“. Legislația era menită să împiedice comerțul cu sclavi. Singurul drept al unui sclav era cel la viață, stăpânul fiind deci obligat să-l țină în viață. Felix Colson, secretar al consulului Franței în 1839, afirmă în studiul său Starea prezentă și viitorul Principatelor că, „deși se întâmplă frecvent, nici un boier nu a fost judecat pentru omorârea unui țigan aflat în posesia sa”. Un călător englez de la începutul secolului al XIX-lea atrăgea atenția că în ciuda faptului că „țiganii alcătuiesc o parte atât de însemnată a comunității, ei sunt priviți cu cel mai mare dispreț de ceilalți locuitori, care, într-adevăr, se poartă cu ei puțin mai bine decât cu animalele”.
În Transilvania aflată sub dominație maghiară, rromii primesc în anii 1400 statutul de iobagi ai coroanei, și anume, primesc dreptul de a umbla prin țară și de a poposi pe pământurile coroanei, autonomie internă a cetelor de rromi, toleranță față de ne-apartenența la religia creștină și absența obligațiilor militare. Rromii trebuiau să plătească un anumit tribut coroanei, mai mic însă decât populația sedentară. În schimb, în perioada habsburgică, s-a inițiat o politică de asimilare forțată, continuată ulterior de regimul comunist. Rromilor li s-a interzis să vorbească limba rromani și să poarte costumele lor tradiționale.  În plus aceștia erau forțați să folosească termenul de Uj Magyar (maghiar nou) când se refereau la etnia lor.
Odată introdusă economia de piață în anii 1800, sclavii sunt exploatați și mai mult ca înainte. Felul cum erau tratați varia mult și în general ei erau la voia celui care îi avea în proprietate. Importanța unui boier creștea odată cu numărul de sclavi pe care îi deținea. Codul penal muntenesc din 1818 conținea articolul „Toți țiganii sunt născuți robi” și „țiganii fără stăpân sunt proprietatea statului”. Mărturiile lui Mihail Kogălniceanu sau Colson din acea perioadă sunt tulburătoare.
Existau bineînțeles și cazuri rare în care robii erau tratați omenește de stăpânii lor. Un număr mic de boieri, simțind vremurile în schimbare, chiar și-au eliberat robii.

## Mișcările aboliționiste
În secolul al XVIII-lea, opinia progresistă din Europa s-a întors împotriva sclaviei, însă aceasta era apărată de puternice interese constituționale. Mișcările aboliționiste au apărut din două principii fundamentale: răspândirea noilor idealuri filozofice și politice, dezvoltate din principiile Iluminismului, care culminează în Declarația drepturilor omului și ale cetățeanului (1789) din cadrul Revoluției franceze, și extinderea unui nou model economic apărut în urma Revoluției industriale engleze, care a făcut ca sistemul sclavagist să fie mai puțin rentabil ca sistemul de muncă remunerat.
Convenția cu privire la Sclavie, semnată de Societatea Națiunilor pe 25 septembrie 1926 (în vigoare din 9 martie 1927) abolește sclavia și creează un mecanism internațional care urmărește aplicarea convenției. Națiunile Unite, ca urmaș al Societății Națiunilor, este chemată să aplice prevederile Convenției.

### Franța și coloniile sale
În Franța, articolul toate ființele se nasc libere și egale nu s-a aplicat la început în cazul sclavilor. Sclavii au inițiat în 1790 o serie de revolte în colonia Saint Domingue, lucru care a condus la abolirea sclaviei prin 1793. În 1794, Convenția Națională Franceză confirmă abolirea sclaviei, lucru care se aplică pentru toate coloniile. Napoleon I reinstaurează sclavia în 1802, reprimând brutal toate încercările de rezistență. Când idealurile Revoluției Franceze s-au făcut simțite în Caraibe, sclavii conduși de Toussaint L'Ouverture, Napoleon cel Negru, au înființat o republică independentă în 1803 care avea să devină Haiti. Sclavia este abolită pentru totdeauna de A Doua Republică Franceză în 1848.

### Imperiul Britanic
În 1772, printr-o hotărâre legislativă, sclavia a fost interzisă în Anglia. Sclavia a continuat însă în coloniile britanice din Marea Caraibelor, unde cultivarea trestiei de zahăr aducea mari profituri. În anii 1780, William Wilberforce a întreprins o campanie menită să pună capăt comerțului cu sclavi. Wilberforce a reușit să-i convingă pe membrii parlamentului să interzică comerțul cu sclavi în Imperiul Britanic. Astfel, mai multe hotărâri legislative succesive britanice (din 1807, 1827, 1833 și 1834) declară abolirea c. Majoritatea țărilor europene, sub o puternică presiune britanică, fac același lucru între 1830 și 1860.

### America Latină
În noile țări independente din America latină abolirea se produce uneori în cadrul procesului de dobândire a independenței, alteori în primii ani de independență. Printre ultimele țări care au abolit sclavia se numără Cuba (colonie spaniolă), în 1886, și Brazilia în 1888.

### SUA
În Statele Unite, sclavia a fost abolită întâi în nordul industrial (lucru care a cauzat Războiul de secesiune), urmând să fie eradicată și în sud până în 1868. Începând cu anii 1960, mișcarea de corectitudine politică din acea țară promovează pentru descendenții sclavilor negri numele de afroamericani, sau african-americani; numele de „negri” continuă să fie folosit.

### Principatele române
O nouă generație de români școliți în vest a început să îmbrățișeze opiniile progresiste apărute în Europa. Vocile occidentalilor devin din ce în ce mai pregnante, și culminează prin memoriul elvețianului Emile Kohly, care creează un puternic val anti-sclavagist. Sclavia începe să fie considerată o practică diabolică și este abolită în perioada 1843-1855. Inițial au fost eliberați peste un sfert de milion de sclavi. Mulți dintre ei au părăsit țara, fiind antrenați în decursul a câtorva generații în cea de a treia mare migrație a romilor (după plecarea din India în urmă cu un mileniu și migrația din Asia în Europa).

### Sclavia în zilele noastre
În ciuda intrării în vigoare a Convenției cu privire la sclavie și a interzicerii oficiale în aproape toate țările, sclavia continuă să existe pe scară mare, atât în forma sa tradițională, cât și în forma sa modernă.
Conform unui studiu publicat în anul 2000 s-ar putea să mai existe, încă, 27 de milioane de sclavi în toată lumea.
Un alt studiu publicat în anul 2013 anunță că există, 30 de milioane de sclavi în toată lumea.
Guvernul Mauritaniei a fost acuzat în mod repetat că nu promovează o politică suficient de fermă pentru a desființa sclavia pe teritoriul său. Sudanul este o altă țară, care pe fondul conflictului interetnic și interreligios de pe linia de fractură care desparte, pe de-o parte, populația negroidă, din sud de cea arabă, din nord, și pe de cealaltă populația de religie islamică de aceea creștină sau animistă, a fost acuzat că permite sclavia. Un fenomen similar este înregistrat și în Haiti, unde nici până astăzi, în anul 2007, forma locală de sclavie („restavec”, formă de sclavie acceptată cultural de către populația țării) nu a fost eliminată.
În lumea întreagă, există 1,4 milioane de sclavi sexuali, mare parte femei, însă și bărbați sau copii care sunt obligați să întrețină raporturi sexuale.
În iulie 2016, în satul Gămăcești, județul Argeș, autoritățile au arestat 38 de persoane pentru trafic de persoane, aceștia răpind oameni ai străzii pe care-i țineau în sclavie. Au fost găsite 40 de victime, rețeaua acționând de opt ani.
Dintre victime, 21 erau copii.
Cel mai tânăr stăpân de sclavi din Berevoești avea doar 18 ani.
În reacție, europarlamentarul român Laurențiu Rebega estima că în România există minim 20.000 de sclavi.